# Dimbokro
Dimbokro är en ort i Elfenbenskusten. Den är huvudort för distriktet Lacs i den centrala delen av landet, 70 km öster om huvudstaden Yamoussoukro. Folkmängden uppgår till cirka 50 000 invånare.